# 91428 Cortesi
91428 Cortesi è un asteroide della fascia principale. Scoperto nel 1999, presenta un'orbita caratterizzata da un semiasse maggiore pari a 2,6316166 au e da un'eccentricità di 0,1435277, inclinata di 11,84435° rispetto all'eclittica.
L'asteroide è dedicato all'astronomo svizzero Sergio Cortesi.